# Качар, Слободан
Слобода́н Ка́чар (серб. Слободан Качар; 15 сентября 1957, Яйце) — сербский боксёр полутяжёлой весовой категории, выступал за сборную Югославии во второй половине 1970-х годов. Чемпион летних Олимпийских игр в Москве, бронзовый призёр чемпионата мира, чемпион Средиземноморских игр, победитель многих международных турниров и национальных первенств. В период 1983—1987 боксировал на профессиональном уровне, владел титулом чемпиона мира по версии МБФ.

## Биография
Слободан Качар родился 15 сентября 1957 года в пригороде Яйце, федеративная республика Босния и Герцеговина. Первого серьёзного успеха на ринге добился в 1974 году, когда в составе боксёрского клуба «Воеводина» выиграл молодёжное первенство Югославии — с этого момента стал попадать в основной состав национальной сборной. Два года спустя во втором среднем весе одержал победу на чемпионате Балканских стран и побывал на первенстве мира в Белграде, откуда привёз медаль бронзового достоинства (на стадии полуфиналов проиграл кубинцу Хосе Гомесу). Планировал побороться за медали на чемпионате Европы 1977 года в Галле, однако в четвертьфинале не смог пройти советского боксёра Леонида Шапошникова. По итогам сезона 1978 года признан Международной ассоциацией спортивной прессы (АИПС) вторым боксёром Европы и третьим — мира.
В 1979 году Качар поднялся в полутяжёлый вес, в третий раз выиграл балканское первенство, занял первое место на Средиземноморских играх в Сплите. Благодаря череде удачных выступлений удостоился права защищать честь страны на летних Олимпийских играх 1980 года в Москве, где одолел всех своих соперников и завоевал золотую медаль. За это достижение в Югославии был признан лучшим спортсменом года. Получив золотую олимпийскую награду, Качар решил попробовать себя среди профессионалов и покинул сборную. Всего в любительском олимпийском боксе он провёл 250 боёв, из них 241 окончил победой.
Профессиональный дебют Качара состоялся в 1983 году в Италии, своего первого соперника Габриэле Лаццари он нокаутировал уже во втором раунде. В течение двух последующих лет провёл множество удачных поединков и в конце 1985 года получил шанс побороться за вакантный титул чемпиона мира в полутяжёлом весе по версии Международной боксёрской федерации (МБФ). Его соперник, американец Эдди Мустафа Мухаммад продержался на ногах все пятнадцать раундов, после чего двое из трёх судей отдали победу Качару. Тем не менее, защитить выигранный чемпионский пояс серб не сумел, уже в следующем бою он уступил его другому американцу Бобби Чезу, проиграв техническим нокаутом в пятом раунде.
В последний раз Слободан Качар вышел на ринг в мае 1987 года, уже во втором раунде был нокаутирован малоизвестным британским боксёром Блейном Логсдоном, после чего принял решение завершить карьеру спортсмена. Всего в профессиональном боксе провёл 24 боя, из них 22 окончил победой (в том числе 12 досрочно), 2 раза проиграл. Его старший брат Тадия тоже является довольно известным боксёром, он был серебряным призёром Олимпийских игр 1976 года, тогда как племянник Гойко стал успешным футболистом.